# Galina Kouzmenko

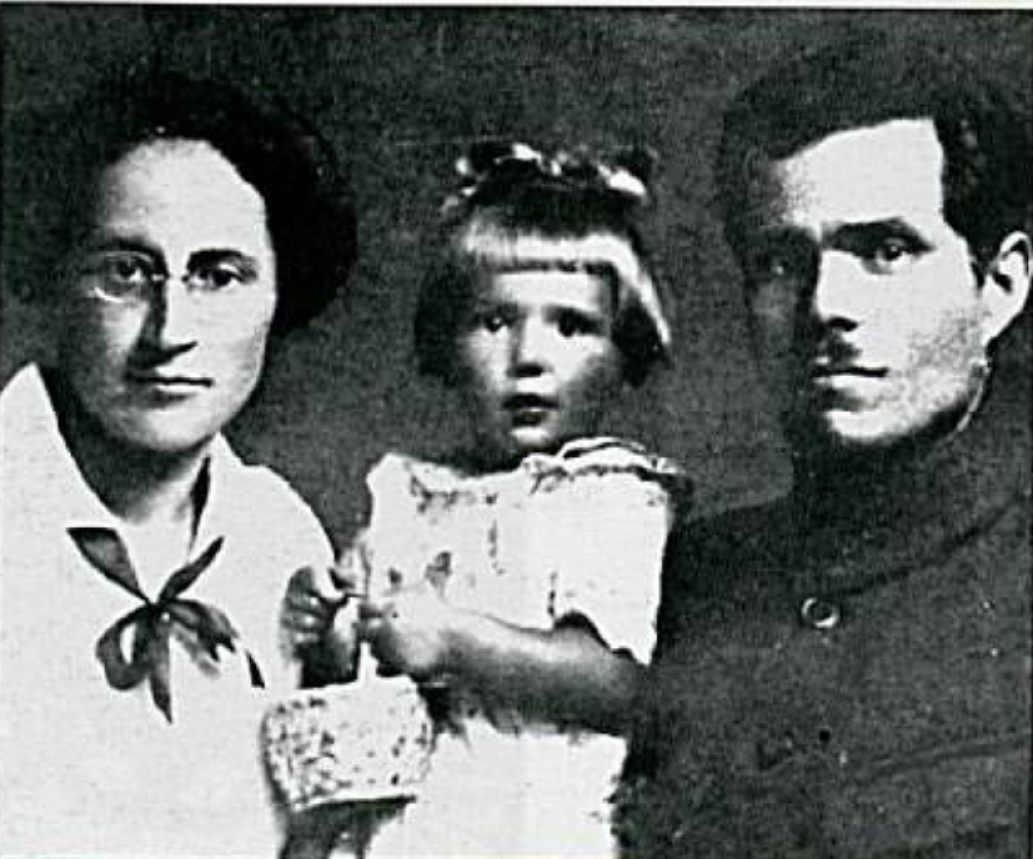
Galina Kouzmenko et Nestor Makhno avec leur fille en 1925.

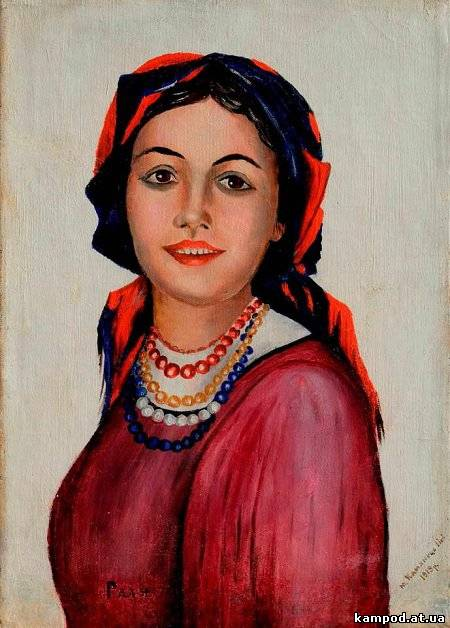
Portrait de Galina Kuzmenko par Vladimir Hagenmeister (1919).

Agafia (Galina) Andreïevna Kouzmenko (ukrainien : Галина Андріївна Кузьменко, russe : Агафья (Галина) Андреевна Кузьменко), née en 1896 dans le gouvernement de Kiev, alors dans l'Empire russe, et morte en 1978 à Taraz, au Kazakhstan, alors en URSS, est une institutrice, syndicaliste et anarchiste ukrainienne.
Elle a été la compagne de Nestor Makhno.

## Biographie
Galina Kouzmenko est née en 1896 à Kiev alors dans l'Empire russe. Ses parents déménagent ensuite à Pichtchany Brid (uk), dans le gouvernement de Iekaterinoslav. D'autres sources la font naitre en 1892, ou à Pichtchany Brid. Son père, un ancien paysan, est gendarme. 
Elle suit le séminaire d'instituteurs à Kiev. En 1916 elle devient institutrice et enseigne le russe et l'histoire à l'école Alexandre II d'Houliaïpole ou Gouliaï-Polié. Elle y devient célèbre comme patriote ukrainienne et anarchiste et comme une active militante locale de la Prosvita.
Au début 1919, Galina Kouzmenko devient la compagne de Nestor Makhno. Elle fait partie du collège qui organise les activités de contre-espionnage, au vu de ses qualités de décision et d'organisation. Viktor Belach, chef d'état-major de l'armée anarchiste, la Makhnovchtchina, la décrit comme une infatigable défenseure des femmes. À l'automne 1919, elle est élue présidente de l'Union des enseignants. 
En août 1921, Makhno et Kouzmenko fuient en Roumanie, d'où ils partent en Pologne. Leur fille Elena naît en 1922. Le 25 septembre 1923, ils sont arrêtés, ainsi que deux membres de l'armée insurrectionnelle ukrainienne par les autorités polonaises et traduits en justice sous l'accusation de préparation d'une insurrection en Galicie pour la construction d'un état anarcho-soviétique. Le tribunal les acquitte, et en 1924, Makhno se rend avec sa femme d'abord en Allemagne, puis à Paris en 1926.
Ils vivent près de 10 ans à Vincennes. Nestor Makhno est en mauvaise santé, et le couple survit grâce au salaire de Galina, ouvrière dans une usine de chaussures à Paris, blanchisseuse, femme de ménage ou gérante d’une petite épicerie, et aux secours de camarades anarchistes. Ils sont invités en province, notamment à Aimargues où ils résident un an. Leurs relations sont difficiles, et Galina Kouzmenko souffre du déclassement, des contrôles de la police française et de l'exil. 
Nestor Makhno meurt en 1934. Galina Kouzmenko prend des contacts pour retourner en URSS. Selon des sources, elle fournit des informations aux services secrets soviétiques. Elle travaille au département slave de la BNF. 
Pendant la Seconde Guerre mondiale et l'Occupation allemande, Elena est envoyée en Allemagne au titre du STO, où elle travaille dans une usine Siemens. Galina Kouzmenko la rejoint.
En août 1945, lors de la vérification et la délivrance de nouveaux documents d'identité, Elena et Galina sont arrêtées par les autorités soviétiques. Elles sont envoyées à Kiev, où, en juillet 1946, Galina Kouzmenko est condamnée à 8 ans de prison pour activité contre-révolutionnaires pour avoir participé à l'insurrection ukrainienne. Elena est condamnée à 5 ans de prison pour collaboration avec les allemands. Le procès n'est pas rendu public.
Galina Kouzmenko est emprisonnée au camp de Doubravlag. Elle est libérée avec l'amnistie de 1954, ou en 1963 selon d'autres sources. Elle vit ensuite avec sa fille qui travaille dans la ville de Djamboul, aujourd'hui Taraz, au Kazakhstan. Elle se rend à plusieurs reprises à Gouliaï-Polié pour voir des parents. Elle dénonce en 1977 les persécutions dont Elena fait l'objet,.
Elle meurt à Taraz le 23 mars 1978 à 81 ans.

## Fondation d'un système éducatif libertaire
Galina Kouzmenko est présidente de l'Union des enseignants de la république de Makhno en 1919. C'est dans cette période qu'est organisé à Gouliaï-Polié un système d'éducation nouveau, indépendant de l'Église et de l'État. Son action porte sur la recherche de fonds et sur l'organisation de l'enseignement dans le territoire contrôlé par les makhnovistes, la gestion des écoles par des conseils mixtes enseignants-parents et le développement de nouveaux programmes scolaires,. 
L'inspiration est trouvée dans un opuscule du pédagogue libertaire espagnol Francisco Ferrer, fondateur d'écoles libres. Sans prolongement du fait de la défaite des anarchistes, ce système aurait été bien accepté par les paysans et les enseignants, principalement à cause des efforts faits pour nourrir les enfants.

## Controverse autour desQuarante jours à Gouliaï-Polié
Un journal de Galina Kouzmenko a été publié, sous le titre de Quarante jours à Gouliaï-Polié. Accablant pour Nestor Makhno, qu'il présente comme ivrogne, à la tête d'une « horde démente et sauvage » et se livrant à des exactions sur les paysans. Il a été considéré comme un faux commis par les services de propagande soviétique. 
Dans des déclarations faites après son retour en URSS, Galina Kouzmenko aurait indiqué avoir écrit un journal, mais ne plus se souvenir de son contenu. Elle aurait indiqué qu'il pouvait aussi s'agir de notes de Fania Gayenko. V. N. Litvinov conclut à un document rédigé par la Tchéka ukrainienne. 

### Publications
- (ru) 40 дней в Гуляй-поле. Воспоминания матушки Галины — жены батьки Махно [« Quarante jours à Gouliaï-Polié / journal de Galina, compagne du batko Makhno »], Vladimir, Альзар,‎ 1990, 16 p.
- « Quarante jours à Gouliaï-Polié / journal de Galina, compagne du bakto Makhno », dans Ettore Cinnella ; trad. de l'italien par Isabelle Felici ; trad. du russe par Jana Prosperini, Makhno et la révolution ukrainienne, 1917-1921, Lyon, Atelier de création libertaire, 2003 (ISBN 2-905691-85-9)